# Philadelphia Boulevard à Toruń
 (juin 2020).
 (juin 2020).
Pour les articles homonymes, voir Philadelphie (homonymie).

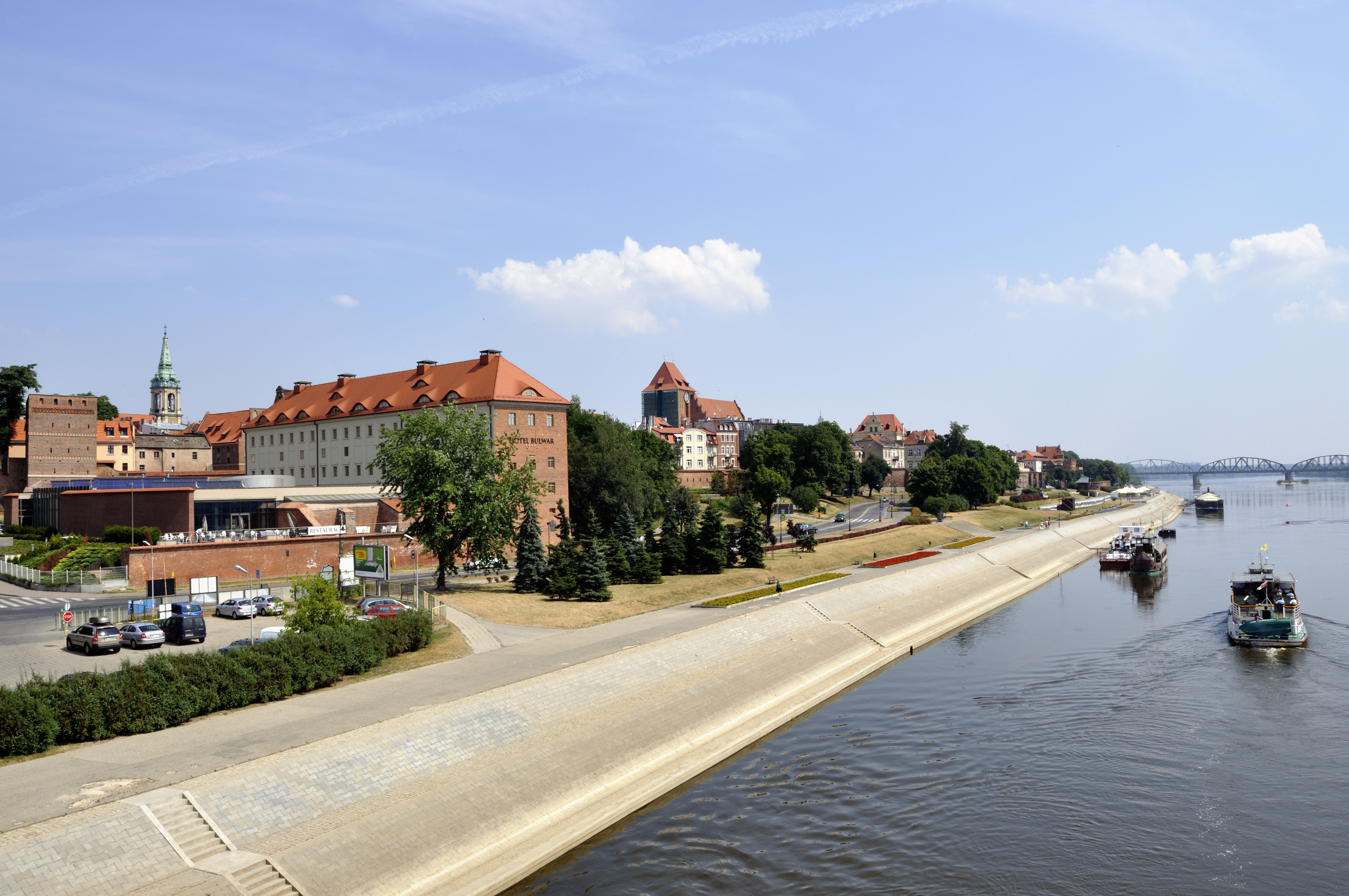
Boulevard vu du pont routier Józef Piłsudski

Philadelphia Boulevard est le quai situé sur la rive droite de la Vistule à Toruń.

## Localisation
Le boulevard est situé sur la rive droite de la ville, entre le Complexe de la Vieille Ville et la Vistule. Le quai, de 2 km de long, commence à la marina AZS et se termine au Pont Ferroviaire E. Malinowski.

## Histoire

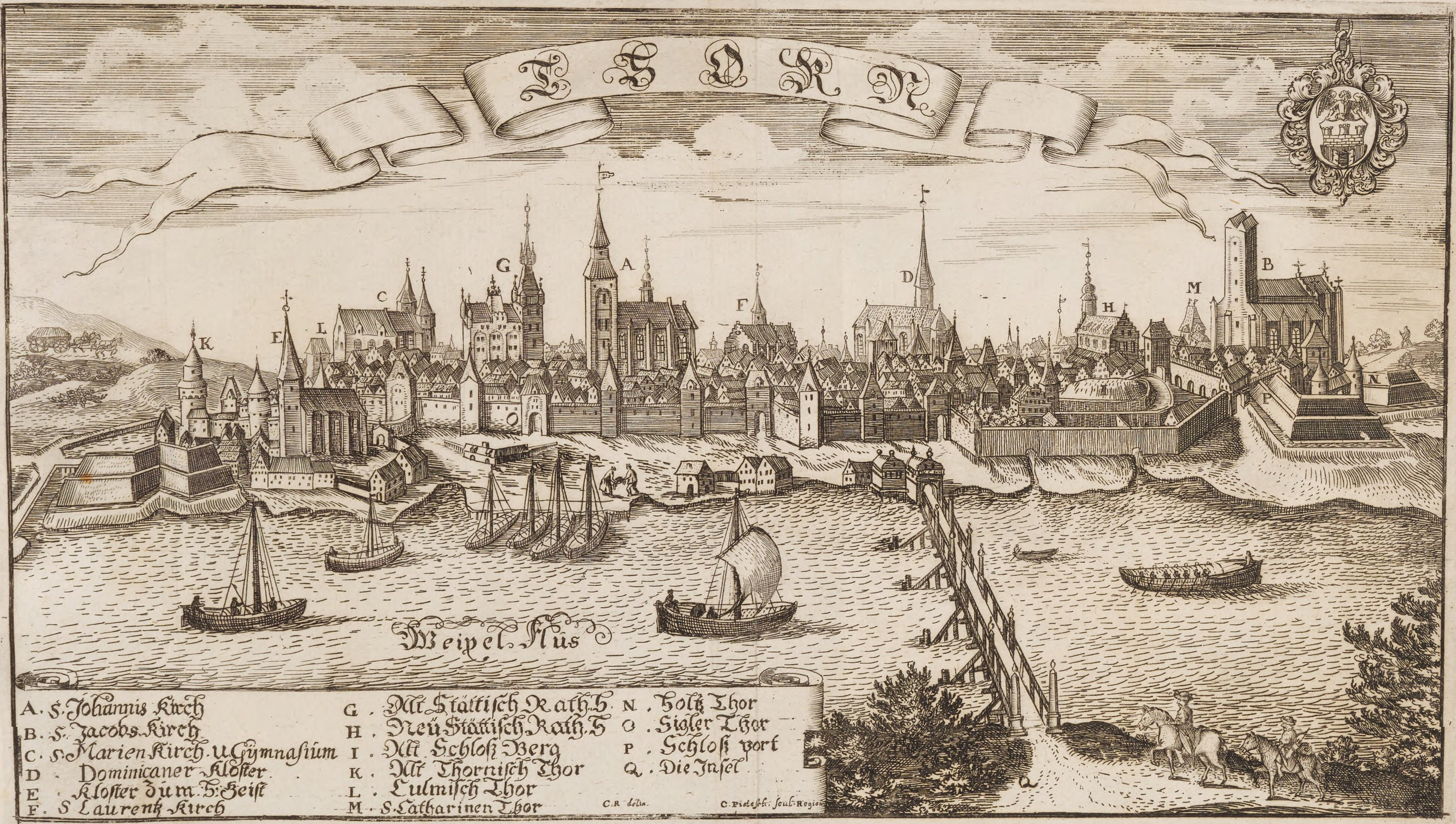
Le quai de 1684

De la fondation de la ville jusqu'aux années 1960, le quai situé au sommet du Complexe de la Vieille Ville a servi comme port et commerce. C'est ici, entre autres, lorsque Toruń appartenait à la Ligue hanséatique, que les navires de mer arrivaient et la ville elle-même était alors l'un des plus grands centres portuaires hanséatiques.
Dans la période prussienne, après la construction du Port aux Arbres en 1909 dans la partie ouest de la ville, les autorités de l'époque ont prévu de démolir le port et d'y créer des boulevards. 

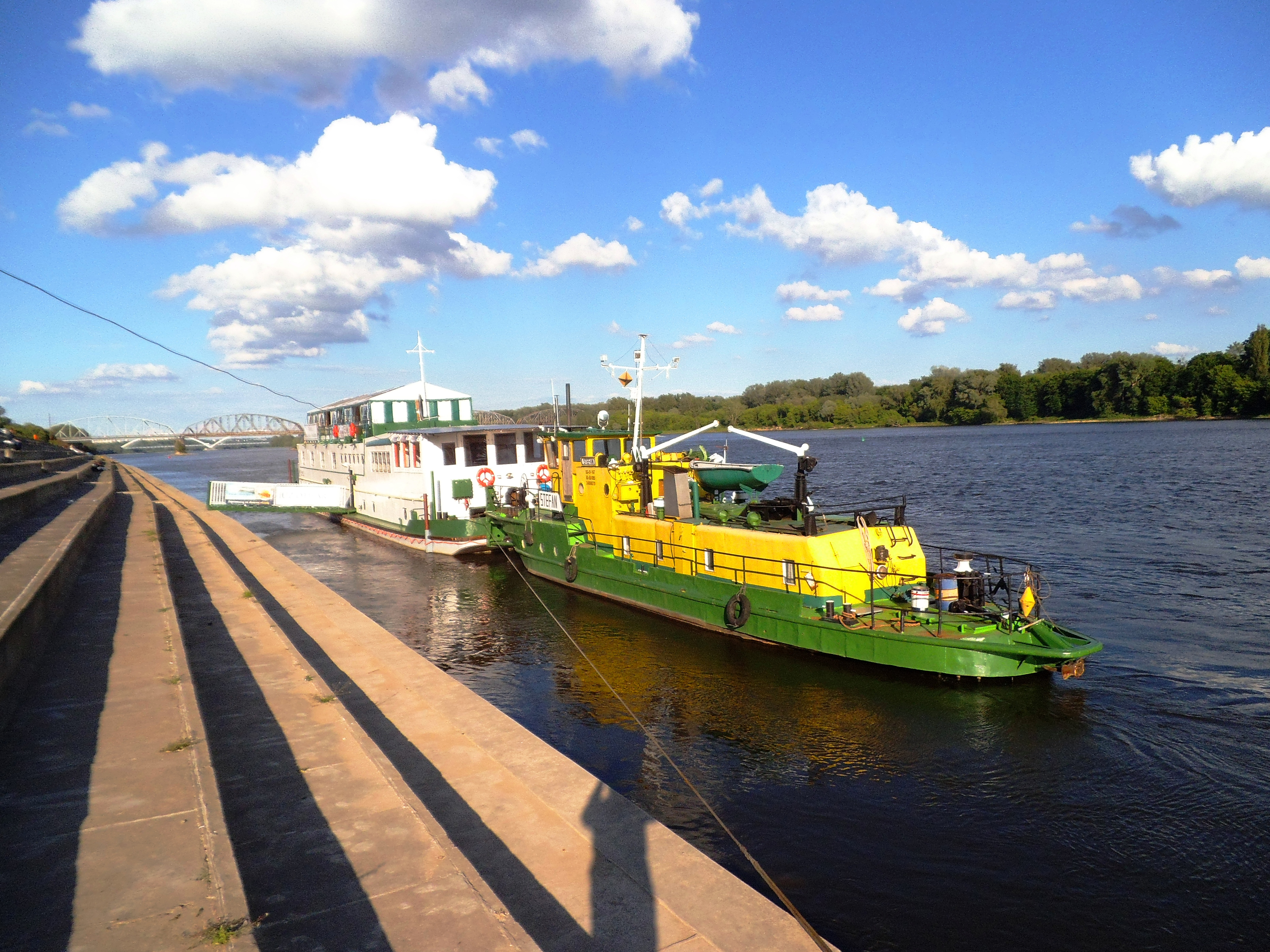
Philadelphia Boulevard, vue contemporaine

Dans l’entre-deux-guerres en 1935, 3 900 navires, 2 618 navires "berlinka" sont arrivés au port, et 3 872 navires et 2 590 navires "berlinka" ont été enregistrés. Ils transportaient surtout : du sucre, de la farine, de l'orge et de l'avoine. Il convient de mentionner qu'en dehors des navires polonais, des bateaux et des navires "berlinki" battant pavillon de la ville libre de Dantzig, l'Allemagne et la Suède venaient dans le port de Torun.
À cette période, l'architecte de la ville, Ignacy Tłoczek, a également planifié la construction des boulevards de la Vistule. Il les a délimités depuis le Parc de la Ville à Bydgoskie Przedmieście jusqu'aux environs de l'actuel pont routier E. Zawacka. Le déclenchement de la Seconde Guerre mondiale a contrecarré ces plans. 
Dans les années 1960, en raison de la baisse de popularité du transport fluvial en Pologne, le port a été liquidé. Les grues et les grues portuaires ont été enlevées et les voies ferrées ont été démontées. 

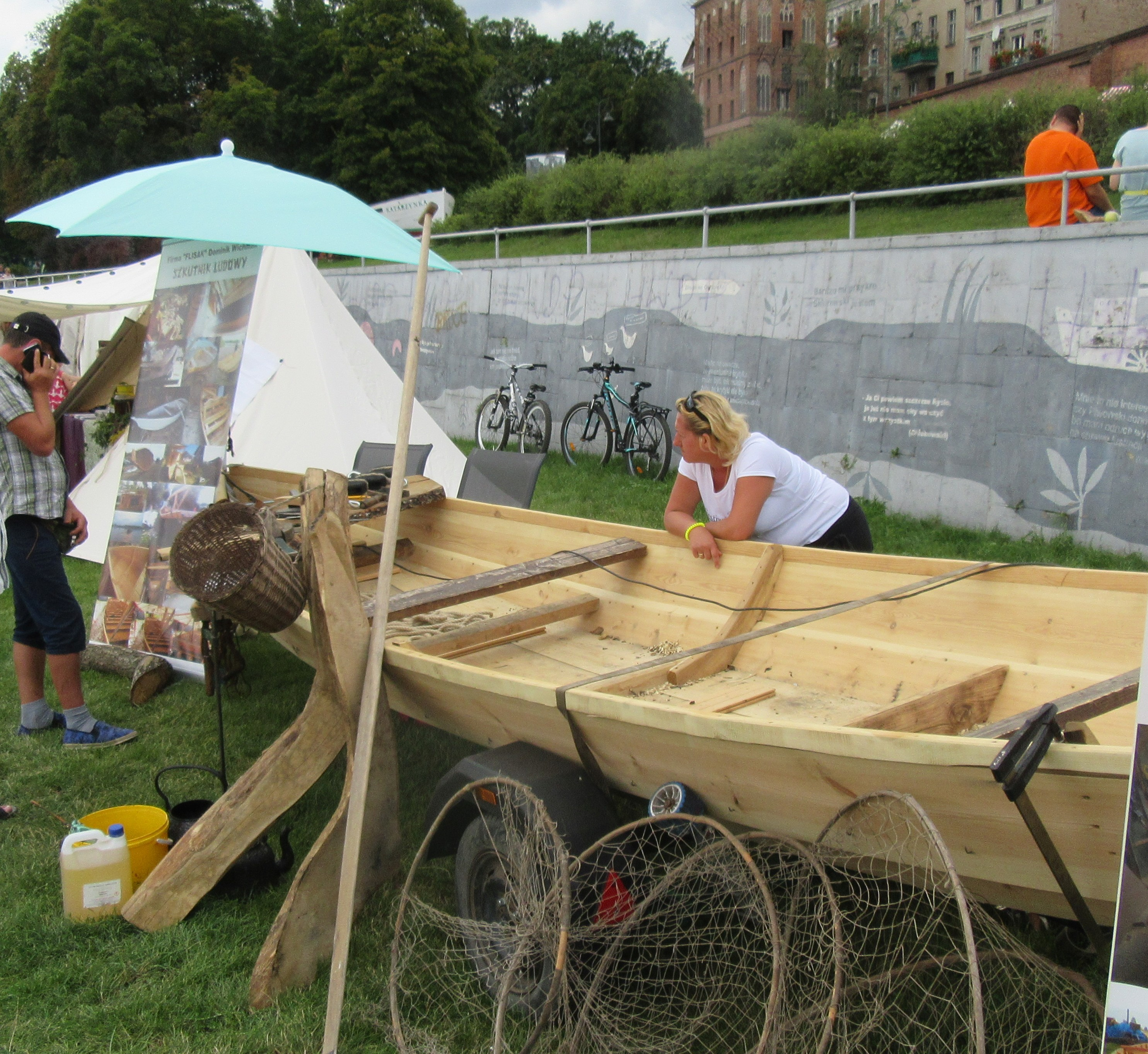
Vistula Festival 2017 - démonstration de la construction d'un bateau traditionnel Vistule

La construction du quai sous sa forme actuelle a commencé à la fin des années 1960 et a été ouverte en 1973 pour célébrer l'année copernicienne. En 1976, il s'appelait le Philadelphia Boulevard, en l'honneur de la ville partenaire américaine de Toruń (à Philadelphie, l'une des places s'appelle le Triangle de Toruń).
En 2005, la première étape de la rénovation du boulevard a commencé sur la section de près de 360 mètres de long entre Limnigraf et la rue Wola Zamkowa. L'escalier a été rénové et les pavés trilignes ont été remplacés par des chevilles en béton et des cubes de granit. 
La deuxième étape de la rénovation du quai a consisté à réparer les fortifications entre le pont routier Józef Piłsudski et Limnigraf et a été achevée en 2007. 
La troisième étape de la section de plus de 645 mètres de long entre Wola Zamkowa et le pont ferroviaire E. Malinowski a été achevée en 2009. 
Toutes les étapes ont concerné la réparation et la modernisation de la pente du quai.
En 2013, le quai a été rénové sur la section allant du pont routier Józef Piłsudski à la marina AZS, et un an plus tard, également dans cette partie du boulevard, sa partie supérieure a été développée. Une plage, un terrain de jeux, des pistes cyclables, des aires de jeux et une marina moderne pour les yachts ont été construits.

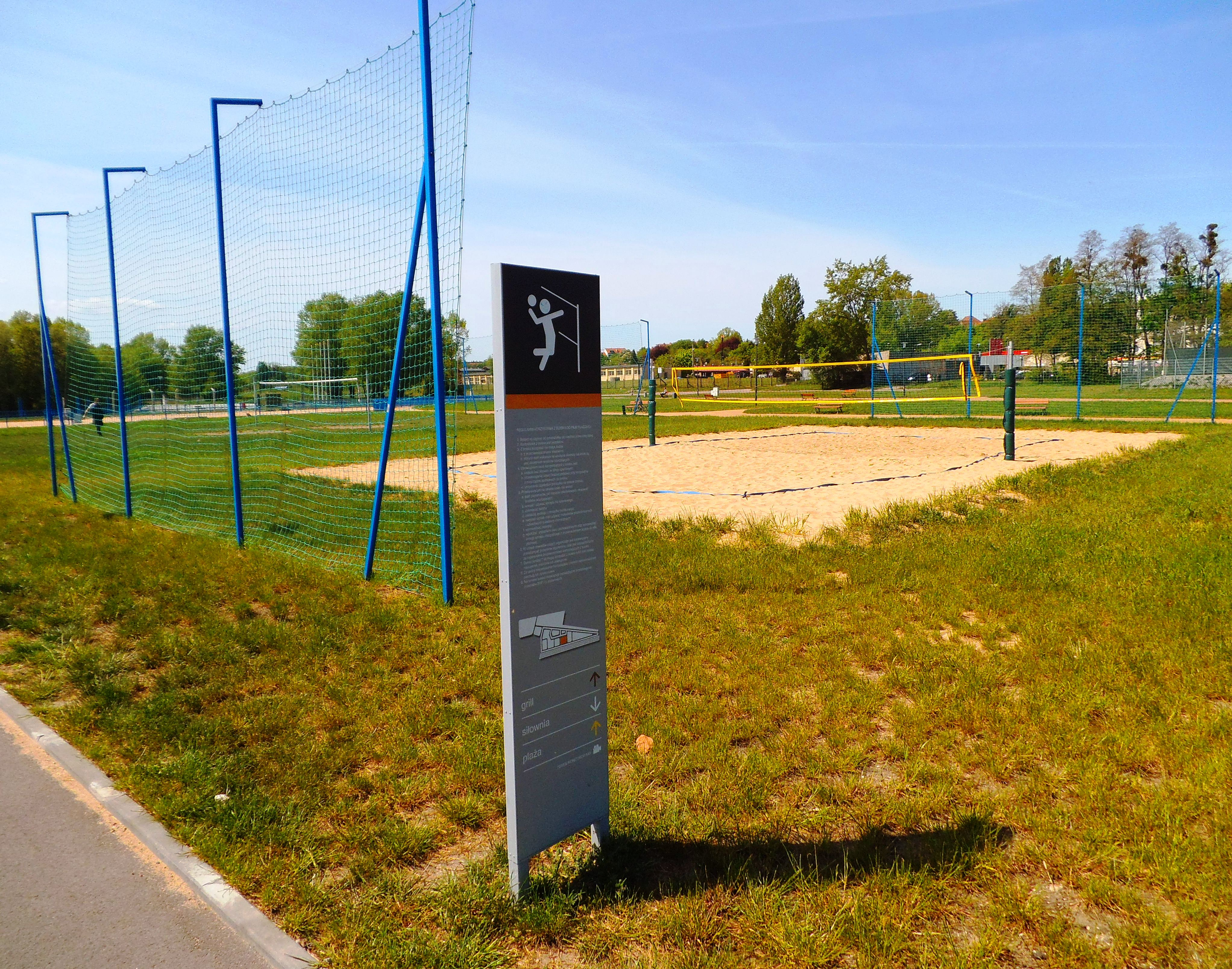
Terrain de sport

En 2015, un concept urbain et architectural pour le développement du boulevard de pont routier Józef Piłsudski au pont ferroviaire E. Malinowski a été créé. . Des formes architecturales simples y seront créées dans le prolongement des rues du Complexe de la Vieille Ville, par exemple des escaliers avec des plates-formes d'observation et des pavillons de restauration. Le concept suppose également de limiter la circulationen donnant la priorité aux piétons et aux cyclistes. Le boulevard gagnera également de la verdure de différentes hauteurs - des arbustes et des parterres de fleurs jusqu'au strates arborées. 
Des travaux de construction sont prévus après 2020.

## Tourisme

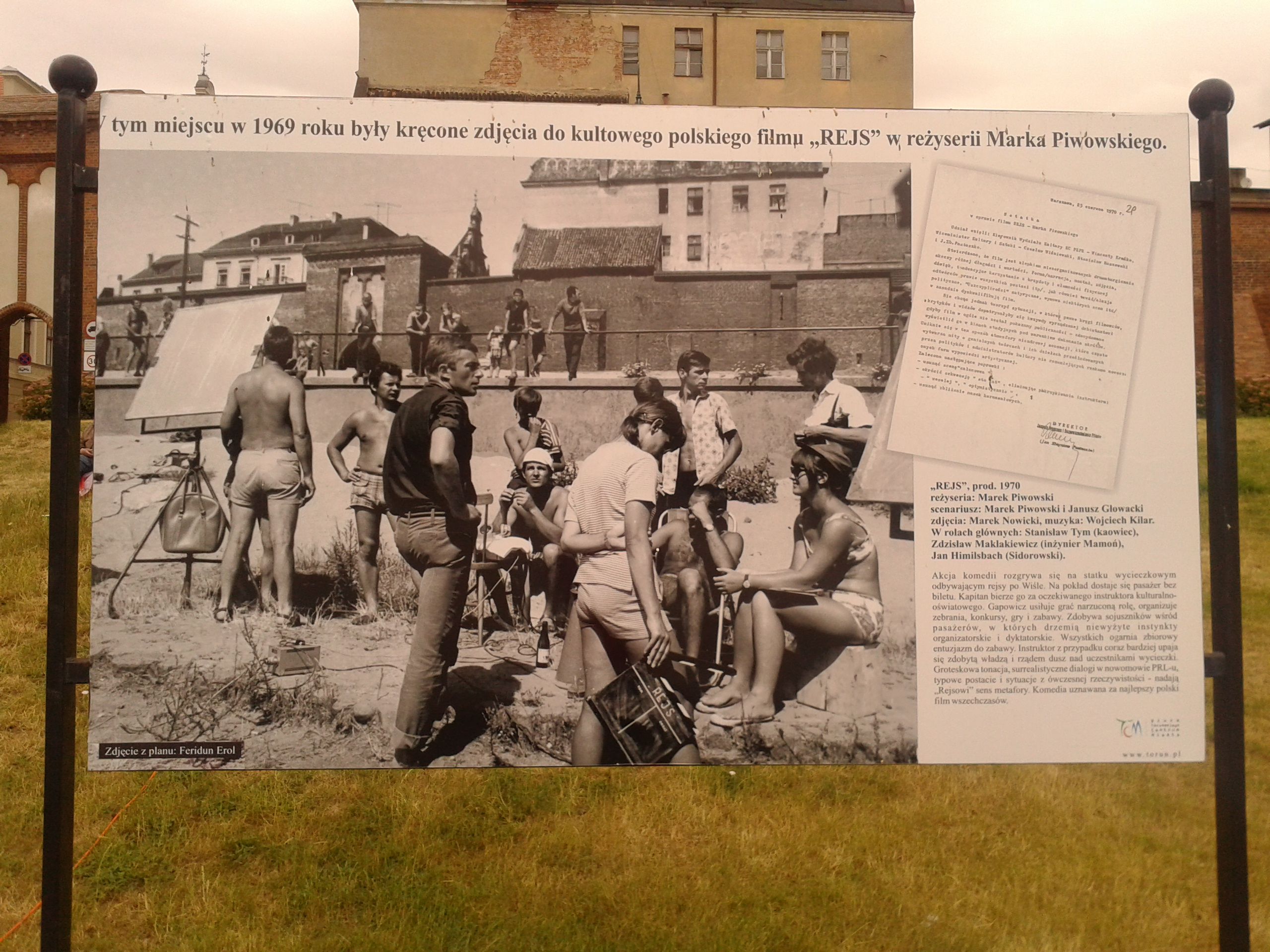
1969 - les scènes du film Cruise (Rejs) réalisé par Marek Piwowski ont été tournées ici

Bulwar est l'un des endroits les plus visités de Toruń. En 2013, elle faisait partie des plus grandes attractions de la ville après l'ancien hôtel de ville, la maison Copernic, la cathédrale Saint-Jean l'Évangéliste et Saint-Jean-Baptiste et le Planétarium. 

## Culture
Le boulevard accueille divers événements culturels et des manifestations historiques en plein air, tels que Les journées de Toruń et le Vistula Festival.

## Faits intéressants
- 1969 - les scènes du film Cruise (Rejs) réalisé par Marek Piwowski ont été tournées ici[14].
- Le 3 mai 1982, une manifestation anticommuniste a eu lieu sur le boulevard[15].Été sur le boulevard, 2018Hiver, 2010

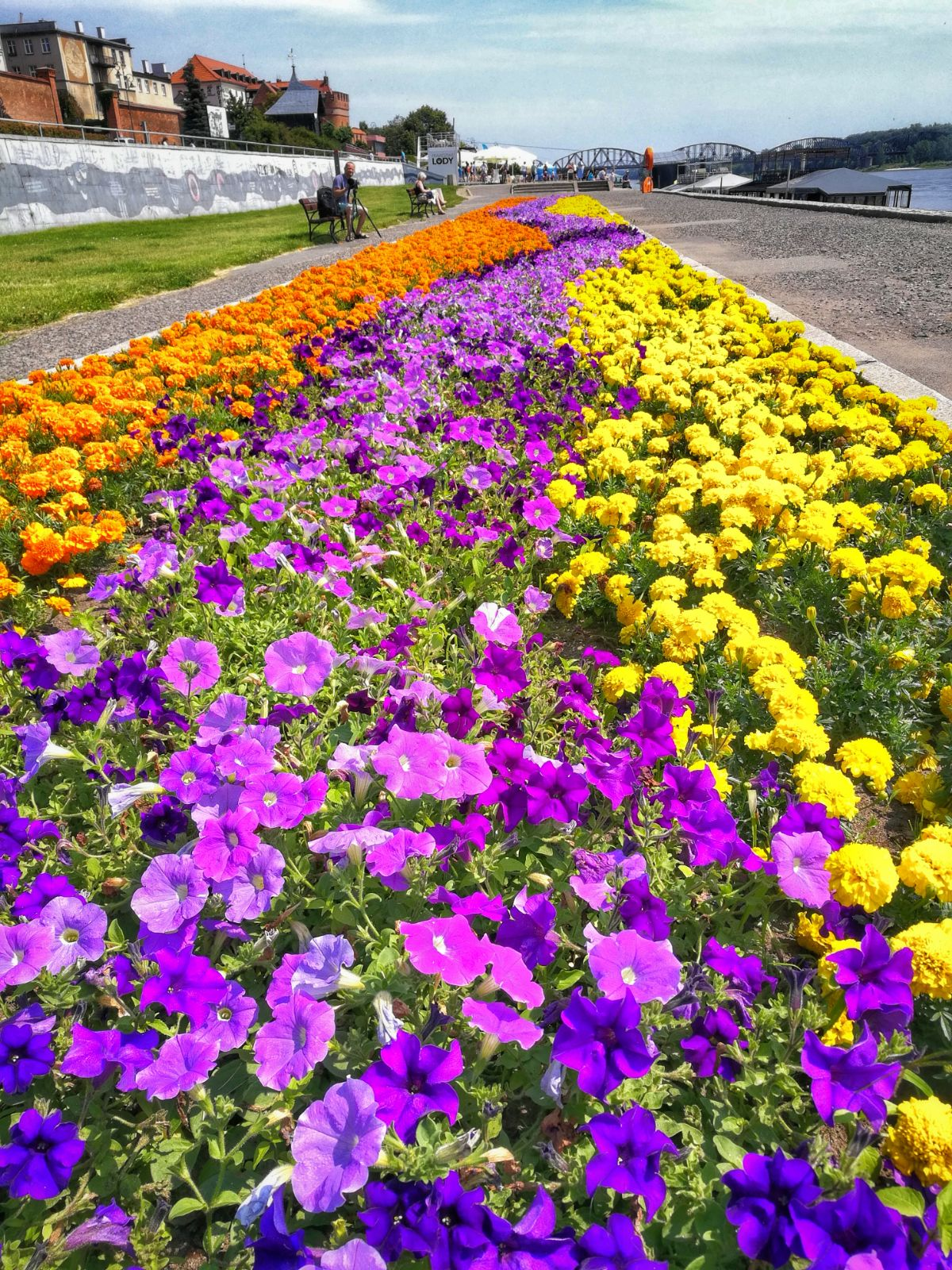
Été sur le boulevard, 2018

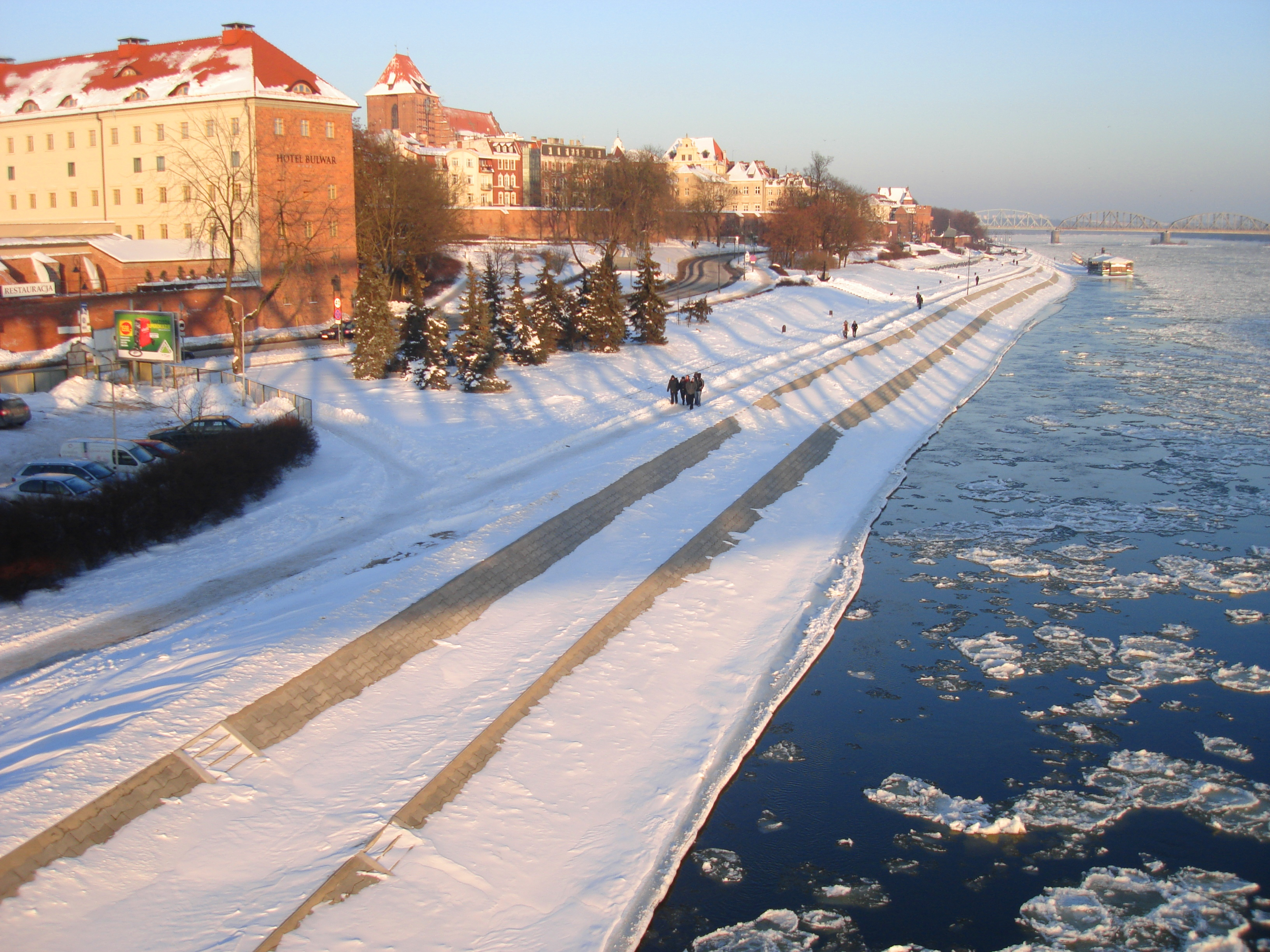
Hiver, 2010

## Infrastructure
| Photo | Nom                                           | Commentaires |
| ----- | --------------------------------------------- | --- |
|       | La marina pour Catherine                      | Nager sur la Vistule pendant la saison touristique |
|       | La marina pour le navire Wanda                | Nager sur la Vistule pendant la saison touristique |
|       | Limnimètre                                    | datant de 1899 |
|       | Stationnements pour les autocars              | |
|       | Plage et terrain de ballon de plage           | |
|       | Marina AZS                                    | La marina sert la section d'aviron du club sportif académique de l'Université Nicolas Copernic de Toruń, les étudiants de l'école des championnats sportifs et les amateurs de voile de Toruń. |
|       | Monument à l'école des officiers de la marine | Il a été dévoilé en 1972 à l'occasion du 50e anniversaire de la création de l'École navale à Toruń.                                                                                            |
|       | Catherine                                     | Le bateau faisait des promenades d'une rive à l'autre de la Vistule jusqu'en 2000. |
|       | Plate-forme d'observation                     | Il symbolise l'ancien pont sur la Vistule |